# Les Plans (Gard)
Les Plans é uma comuna francesa na região administrativa de Occitânia, no departamento de Gard. Estende-se por uma área de 6,15 km². Em 2010 a comuna tinha 270 habitantes (densidade: 43,9 hab./km²).